# Ratchet & Clank: A spasso nel tempo
Ratchet & Clank: A spasso nel tempo (Ratchet & Clank Future: A crack in Time) è un videogioco della serie Ratchet & Clank sviluppato da Insomniac Games e pubblicato da Sony Computer Entertainment.
È il seguito di Ratchet & Clank: Armi di distruzione e Ratchet & Clank: Alla ricerca del tesoro. Il gioco è uscito in Europa, il 4 novembre 2009.

## Trama
Sono passati due anni da quando Clank venne rapito dagli Zoni, mistiche creature in grado di viaggiare nel tempo e nello spazio. In Ratchet & Clank: Alla ricerca del tesoro, però, Ratchet viene a sapere che il rapimento del suo migliore amico robotico è stato orchestrato dal loro arcinemico di sempre, il Dr. Nefarious. Ratchet decide così di partire con la sua astronave per la galassia di Polaris, dove cercherà nuovi indizi sulla scomparsa di Clank.
Clank, intanto, si risveglia in un luogo sconosciuto e appena visto il Dr. Nefarious, cerca di scappare da lui. Gli arriva in aiuto un altro robot che cerca di farlo fuggire da Nefarious. Dopo una lunga fuga, però, Clank si ritrova in un vicolo cieco, e comincia a rendersi conto di dove si trova, ossia una immensa "stazione" in orbita nell'Universo. Nefarious raggiunge Clank, e gli rivela che questa è la sua "casa", il Grande Orologio, un'imponente costruzione che si trova al centro dell'Universo. Lawrence, il fidato maggiordomo di Nefarious, riesce a neutralizzare Clank, anche se i due antagonisti decidono di non rapire più il robottino.
Ratchet e il Capitano Qwark si trovano sull'Aphelion, la nave del Lombax, quando all'improvviso un guasto al motore della nave li fa precipitare sul pianeta Quantos. Incredibilmente i due escono indenni dall'incidente e Ratchet e Qwark salvano una famiglia di Fongoid, gli abitanti di Quantos, e così vengono portati nel loro villaggio per ringraziarli. Sulla sommità del monte sotto cui è costruito il loro villaggio c'è un tempio, il Tempio di Orvus. Il Lombax, al suo interno, trova il Vaso Zoni, un'anfora che può contenere gli Zoni e all'occorrenza utilizzarne i poteri. Uscendo dal Tempio però, Ratchet e Qwark vengono avvicinati da Flint Vorselon, un mercenario al soldo di Nefarious le cui truppe stanno assediando il Villaggio. Vorselon cattura i Fongoid e Qwark, ma uno degli abitanti di Quantos aiuta Ratchet a scappare e a tornare all'Aphelion, che viene aggiustata dagli Zoni. Ratchet parte così per la Nave di Vorselon e dopo averlo affrontato, senza però riuscire ad eliminarlo, Ratchet libera i Fongoid e Qwark. Quest'ultimo è venuto a sapere che su Torren IV c'è uno strano Lombax solitario che si fa chiamare Alister Azimuth, e che potrebbe aiutare Ratchet a trovare Clank.
Clank si risveglia e conosce il robot che lo ha aiutato, venendo a sapere che si chiama Sigmund. Esso è il custode lasciato a guardia dell'orologio da un misterioso personaggio, Orvus. Sigmund prepara Clank all'uso del Grande Orologio e al controllo del tempo, poiché proprio Clank è il Custode dell'Orologio designato da Orvus. Ratchet atterra su Torren IV e finalmente incontra il generale Alister Azimuth, un Lombax, uno degli ultimi sopravvissuti. Il generale Azimuth fa intendere a Ratchet di poterlo aiutare nella sua ricerca di Clank, e per farlo i due Lombax dovranno dirigersi sul pianeta Terachnos, ad Axiom City. Arrivati sul posto, Ratchet e Azimuth riescono ad entrare in contatto con Nefarious dove lancia all'attacco il gigantesco robot da battaglia VX-99, ma Ratchet e Azimuth riescono a sventare il pericolo. Dopo essere risalito sull'Aphelion, Azimuth comunica a Ratchet che per entrare in contatto con Clank servirà un Occhio di Ossidiana, uno dei quali si trova sul pianeta Lumos.
Clank, intanto, sta continuando il suo addestramento sul Grande Orologio. Orvus spiega a Clank come "riparare" il tempo sui vari pianeti utilizzando lo Scettro. Il Grande Orologio, infatti, venne costruito da Orvus, con l'aiuto degli Zoni, per impedire che i viaggi nel tempo distruggano l'universo. I due Lombax con l'Occhio di Ossidiana riescono ad entrare in contatto con Clank, che si trova ancora nell'Orologio, il quale però gli dice di recarsi sul pianeta Zanifar, ultimo luogo in cui è stato visto Orvus. Su Zanifar, Ratchet scopre che Nefarious ha imprigionato Orvus per scoprire dove si trova la Camera di Orvus. Orvus però svanisce prima che Nefarious scopra qualcosa, anche se accedendo agli ultimi dati del computer, il dottore scopre che il nuovo Custode dell'Orologio è Clank. Esso ha ultimato l'addestramento e ha riparato il tempo su tutti i pianeti. Sigmund allora gli mostra l'ultimo luogo segreto: la Camera di Orvus. Questo luogo è il cuore del Grande Orologio, il punto in cui si può accedere al potere temporale. Ma Lawrence, che ha seguito i due robot per tutto il viaggio, riesce a immobilizzare sia Clank che Sigmund e quindi Nefarious può avere accesso alla Camera.
Salito sull'Aphelion, Qwark comunica a Ratchet di essere penetrato nella Stazione Spaziale del Dr. Nefarious, e di raggiungerlo al più presto. I due eroi riescono ad entrare nella Stazione Spaziale e a distruggere l'esercito di robot del Dr. Nefarious, ma prima di poter fuggire, vengono catturati da quest'ultimo che spedisce Ratchet e Clank sul pianeta Morklon. Qui riescono ad ottenere una astronave agoriana recuperata dal fiume che gli permette di tornare sulla Stazione del nemico.
Arrivati sulla Stazione, i nostri eroi si scontrano con il perfido Dr. Nefarious e dopo una lunga battaglia Ratchet e Clank hanno la meglio sul loro arcinemico, e vengono salvati dall'autodistruzione della Stazione Spaziale da Azimuth. Ratchet, Clank e Azimuth tornano al Grande Orologio, e Clank decide di fermarsi lì per custodire l'Orologio. Ma Azimuth non vuole ascoltare Ratchet, che gli dice di non voler abusare del tempo, e lo uccide a tradimento. Clank, deciso a riportare in vita il suo amico, raggiunge la Camera di Orvus, e riesce a portare indietro il tempo di sei minuti, quanto basta per impedire che Ratchet venga ucciso. Tornati indietro nel tempo, Clank si riunisce successivamente a Ratchet, e insieme raggiungono la Camera dove Azimuth ha azionato il marchingegno per portare indietro nel tempo di diversi anni. Dopo una dura battaglia, però, finalmente Azimuth capisce che l'Orologio non è concepito per viaggiare nel tempo, e dato che il suo errore stava per distruggere l'Universo, decide di sacrificarsi per salvare Ratchet e permettergli di cercare i Lombax. Gli Zoni stanno riparando i danni fatti da Nefarious nell'Orologio, e il caro Ratchet, dopo aver salutato Clank, sta per ripartire con l'Aphelion. Ma Clank capisce che starà veramente bene solo dopo aver aiutato il suo migliore amico a ritrovare i Lombax scomparsi, quindi promuove Sigmund a Custode del Grande Orologio e riparte con Ratchet per un'altra avventura.
Nella scena finale, Lord Vorselon contatta Ratchet e gli rivela che lui è il contabile di suo padre; sarà così possibile tornare indietro nel tempo (prima dello scontro con Nefarious) e recuperare i 40 Zoni presenti nel gioco per poter raggiungere il mercenario. Una volta raccolti tutti gli Zoni, Ratchet raggiunge Vorselon sulla sua nave, scoprendo che lo ha solo attirato in una trappola, e, finalmente, lo elimina una volta per tutte insieme alla sua nave.

## Doppiaggio
| Personaggio           | Doppiatore originale   | Doppiatore italiano          |
| --------------------- | ---------------------- | ---------------------------- |
| Ratchet               | James Arnold Taylor    | Giuseppe Calvetti            |
| Clank                 | David Kaye             | Aldo Stella                  |
| Alister Azimuth       | Joey D'Auria           | Tony Fuochi                  |
| Capitano Qwark        | Jim Ward               | Gianni Gaude                 |
| Dr. Nefarious         | Armin Shimerman        | Riccardo Rovatti             |
| Lawrence              | Michael Bell           | Oliviero Corbetta            |
| Sigmund               | Nolan North            | Diego Sabre                  |
| Orvus                 | Charles Martinet       | Pietro Ubaldi                |
| Flint Vorselon        | David Boat             | Pietro Ubaldi                |
| Idraulico             | Jess Harnell           | Andrea De Nisco              |
| Cassiopeia            | Kathryn Cressida       | Cinzia Massironi             |
| Libbra                | Fred Tatasciore        | Riccardo Rovatti             |
| Carina                | Kari Wahlgren          | Cinzia Massironi             |
| Romulus Slag          | Robin Atkin Downes     | Oliviero Corbetta            |
| Rusty Pete            | Wally Wingert          | Davide Garbolino             |
| Capovillaggio Fongoid |                        | Diego Sabre                  |
| Pollyx                | Richard Steven Horvitz | Oliviero Corbetta            |
| Contrabbandiere       |                        | Pietro Ubaldi                |
| Truppe di Nefarious   | Nolan North            | Tony Fuochi                  |
| Teracnoidi            |                        | Davide Garbolino Aldo Stella |

## Pianeti
- Grande Orologio, Settore 1 (Grande Orologio)
- Foresta di Zolar (Quantos)
- Settore di Phylax
- Nave da Guerra di Vorselon
- Grande Orologio, Settore 2 (Grande Orologio)
- Settore di Vela
- Campi di Molonoth (Torren IV)
- Axiom City (Terachnos)
- Grande Orologio, Settore 3 (Grande Orologio)
- Settore di Korthos
- Krell Canyon (Lumos)
- Battleplex Agoriano
- Avamposto di Tombli (Zanifar)
- Grande Orologio, Settore 4 (Grande Orologio)
- Settore di Bernilius
- Cittadella delle Valchirie (Vapedia)
- Stazione Spaziale di Nefarious
- Settore di Corvus
- Valle di Gimlick (Morklon)
- Grande Orologio, Settore 5 (Grande Orologio)
- Museo Insomniac (Bonus)

## Errori
- Viene detto più volte che il Grande Orologio non è concepito per essere usato come macchina del tempo, tuttavia, Sigmund crea più di una volta dei portali temporali per aiutare Ratchet e Clank nella loro missione, portali che portano indietro il tempo anche di diversi anni.
- Azimuth rivela che L'imperatore Tachyon si presentò ai Lombax come un inventore, offrendosi di costruire per loro armi con cui difendere la galassia, ma in Ratchet & Clank: Armi di distruzione, Iris rivela che il cragmite venne ritrovato dai Lombax come un uovo e cresciuto da loro, ciò viene peraltro confermato dallo stesso Tachyon.